# Cyttaria darwinii
Cyttaria darwinii är en svampart som beskrevs av Berk. 1842. Cyttaria darwinii ingår i släktet Cyttaria och familjen Cyttariaceae.   Inga underarter finns listade i Catalogue of Life.